# Japalura swinhonis
Espèce
Synonymes
- Japalura mitsukurii Stejneger, 1898
- Japalura yunnanensis popei Wettstein, 1938
- Japalura swinhonis formosensis Liang & Wang, 1976

Japalura swinhonis est une espèce de sauriens de la famille des Agamidae.

## Répartition
Cette espèce est endémique de Taïwan.

## Étymologie
Cette espèce est nommée en l'honneur de Robert Swinhoe.

## Publication originale
- Günther, 1864 : The reptiles of British India, London, Taylor & Francis, p. 1-452 (texte intégral).